# Norops woodi
Norops woodi är en ödleart som beskrevs av  Dunn 1940. Norops woodi ingår i släktet Norops och familjen Polychrotidae. Inga underarter finns listade i Catalogue of Life.